# Kakukkmák
A kakukkmák (Eschscholzia) a Boglárkavirágúak (Ranunculales)
| familia = Mákfélék (Papaveraceae) a boglárkavirágúak (Ranunculales) rendjébe és a mákfélék (Papaveraceae) családjába tartozó nemzetség. Legismertebb faja a kaliforniai kakukkmák (Eschscholzia californica), ami hivatalosan Kalifornia állami virága.
A nemzetség tudományos nevét Johann Friedrich von Eschscholtz német botanikusról kapta. (Fontos megegyezni, hogy amíg a botanikus neve 'tz'-vel írandó, addig a növénynemzetségé szimpla 'z'-vel.)

## Fajok
- Eschscholzia caespitosa
- kaliforniai kakukkmák (Eschscholzia californica)
- Eschscholzia elegans
- Eschscholzia glyptosperma
- Eschscholzia hypecoides
- Eschscholzia lemmonii
- Eschscholzia lobbii
- Eschscholzia minutiflora
- Eschscholzia palmeri
- Eschscholzia parishii
- Eschscholzia ramosa
- Eschscholzia rhombipetala